# 2014年亞洲運動會跳水比賽
2014年亞洲運動會跳水比賽於2014年9月29日至10月3日在韓國仁川文鶴朴泰桓水上運動中心舉行。

## 獎牌得主

### 男子
| 項目           | 金牌                          | 金牌     | 银牌                                       | 银牌     | 铜牌                              | 铜牌     |
| 1公尺跳板      | 何超 · 中国（CHN）            | 462.85分 | 何沖 · 中国（CHN）                         | 443.10分 | 禹河览 · 韩国（KOR）              | 410.00分 |
| 3公尺跳板      | 曹緣 · 中国（CHN）            | 523.65分 | 何超 · 中国（CHN）                         | 503.80分 | 坂井丞 · 日本（JPN）              | 456.05分 |
| 10公尺跳台     | 邱波 · 中国（CHN）            | 576.40分 | 楊健 · 中国（CHN）                         | 526.95分 | 禹河览 · 韩国（KOR）              | 499.40分 |
| 3公尺雙人跳板  | 曹緣 · 林躍 · 中国（CHN）     | 460.86分 | 黃兹梁 · 阿末安沙·阿兹曼 · 马来西亚（MAS） | 405.81分 | 金荣南 · 禹河览 · 韩国（KOR）     | 399.09分 |
| 10公尺雙人跳台 | 陳艾森 · 張雁全 · 中国（CHN） | 462.90分 | 金荣南 · 禹河览 · 韩国（KOR）              | 403.50分 | 周溢薇 · 黄兹梁 · 马来西亚（MAS） | 384.90分 |

### 女子
| 項目           | 金牌                            | 金牌     | 银牌                                | 银牌     | 铜牌                                  | 铜牌     |
| 1公尺跳板      | 施廷懋 · 中国（CHN）            | 308.45分 | 王涵 · 中国（CHN）                  | 287.40分 | 金娜美 · 韩国（KOR）                  | 269.85分 |
| 3公尺跳板      | 何姿 · 中国（CHN）              | 374.45分 | 王涵 · 中国（CHN）                  | 359.30分 | 張俊虹 · 马来西亚（MAS）              | 327.10分 |
| 10公尺跳台     | 司雅杰 · 中国（CHN）            | 394.25分 | 黃小惠 · 中国（CHN）                | 362.30分 | 金恩香 · 朝鲜（PRK）                  | 358.45分 |
| 3公尺雙人跳板  | · 吳敏霞 · 施廷懋 · 中国（CHN） | 318.60分 | · 張俊虹 · 吴丽颐 · 马来西亚（MAS） | 287.70分 | · 崔恩靜 · 金珍玉 · 朝鲜（PRK）       | 274.32分 |
| 10公尺雙人跳台 | · 陳若琳 · 劉蕙瑕 · 中国（CHN） | 346.50分 | · 金恩香 · 宋南香 · 朝鲜（PRK）     | 320.64分 | · 梁敏喻 · 潘德莉拉 · 马来西亚（MAS） | 313.92分 |

## 獎牌榜
| 排名 | 国家／地区 | 金牌 | 银牌 | 铜牌 | 總數 |
| ---- | ---------- | ---- | ---- | ---- | ---- |
| 1    | 中国       | 10   | 6    | 0    | 16   |
| 2    | 马来西亚   | 0    | 2    | 3    | 5    |
| 2    | 韩国       | 0    | 1    | 4    | 5    |
| 4    | 朝鲜       | 0    | 1    | 2    | 3    |
| 4    | 日本       | 0    | 0    | 1    | 1    |
| 总数 | 总数       | 10   | 10   | 10   | 30   |

## 參賽國家和地區
本屆賽事總共有來自10個國家和地區的62位運動員參賽：
- 中国（16）
- 中国香港（3）
- 日本（7）
- 韩国（8）
- 科威特（2）
- 中国澳门（4）
- 马来西亚（9）
- 朝鲜（6）
- （3）
- 新加坡（4）

## 外部連結
- Official website